# 迪穆蘭岩
63°29′S 59°46′W / 63.483°S 59.767°W
迪穆蘭岩（英語：Dumoulin Rocks）是南極洲的岩石，位於陶爾島北端，處於勒基尤角東北面7公里，屬於帕默群島的一部分，由儒勒·迪蒙·迪維爾率領的法國探險隊命名，現時由南極條約體系管理。